# Sånger från TV-serien Planeten Pi
Sånger från TV-serien Planeten Pi är en samlingsskiva med samlingslåtar från TV-serierna Planeten Pi och Var och varannans värld. Skivan är från 1994 och är utgiven av PolyGram. På skivan medverkar Anders Lundin och Lars in de Betou som även medverkar i programmen. Även medverkar den svenska jazzsångerskan Rigmor Gustafsson. Varje låt handlar om någonting som ska lära tittaren och lyssnaren någonting.

## Låtlista
Alla texter är skrivna av Anders Lundin och all musik är skriven av Anders Lundin och Lars in de Betou.
1. "Ilse" – 4:01
  - Om magneter
  - Sång: Anders Lundin, Lars in de Betou
2. "Han är hal" – 4:11
  - Om friktion
  - Sång: Rigmor Gustafsson
3. "Kaskelåten" – 3:16
  - Om vatten
  - Sång: Anders Lundin, Lars in de Betou, Rigmor Gustafsson
4. "Elisabeth" – 3:31
  - Om värme
  - Sång: Anders Lundin, Lars in de Betou
5. "Tunga saker" – 4:15
  - Om en massa saker av största vikt
  - Sång: Anders Lundin, Lars in de Betou
6. "Ljusa nätter och mörka dar" – 4:12
  - Om just det, ljus och mörker
  - Sång: Rigmor Gustafsson
  - Bakgrundssång: Anders Lundin, Lars in de Betou
7. "Vad cyklar och lungor behöver" – 4:05
  - Om luft
  - Sång: Anders Lundin, Lars in de Betou
8. "Hon är hal" – 3:41
  - Om friktion
  - Sång: Lars in de Betou
9. "Eva får mig att sväva" – 4:36
  - Om gravitation
  - Sång: Anders Lundin
10. "Ljud som jag önskar att jag slapp" – 3:04
  - Om ljud
  - Sång: Rigmor Gustafsson
11. "Hävstångssång" – 3:49
  - Om mekanik
  - Sång: Lars in de Betou
12. "Helt-slut-låt" – 3:06
  - Om energi
  - Sång: Anders Lundin, Lars in de Betou

Total tid: 46:13
Sångerna utgivna med tillstånd av Sveriges Television.

## Medverkande
- Anders Lundin — sång, gitarr
- Lars in de Betou — sång, gitarr, klaviatur, trummor
- Rigmor Gustafsson — sång